# Morgan Plus 8
La Plus 8 est un roadster du constructeur automobile britannique Morgan produite de 1968 à 2018. Elle sera par la suite remplacée par la Plus Six un an plus tard 

## Séries spéciales

### Plus 8 50th Anniversary
Á l'occasion des 50 ans du modèle, la firme anglaise a dévoilé en 2018 la Plus 8 50th Anniversary, modèle qui sera limité à 50 exemplaires. Cela marque également la fin du V8 BMW qui a été utilisé sur ce modèle. Cette série est proposée en roadster ou en speedster 

### Plus 8 GTR

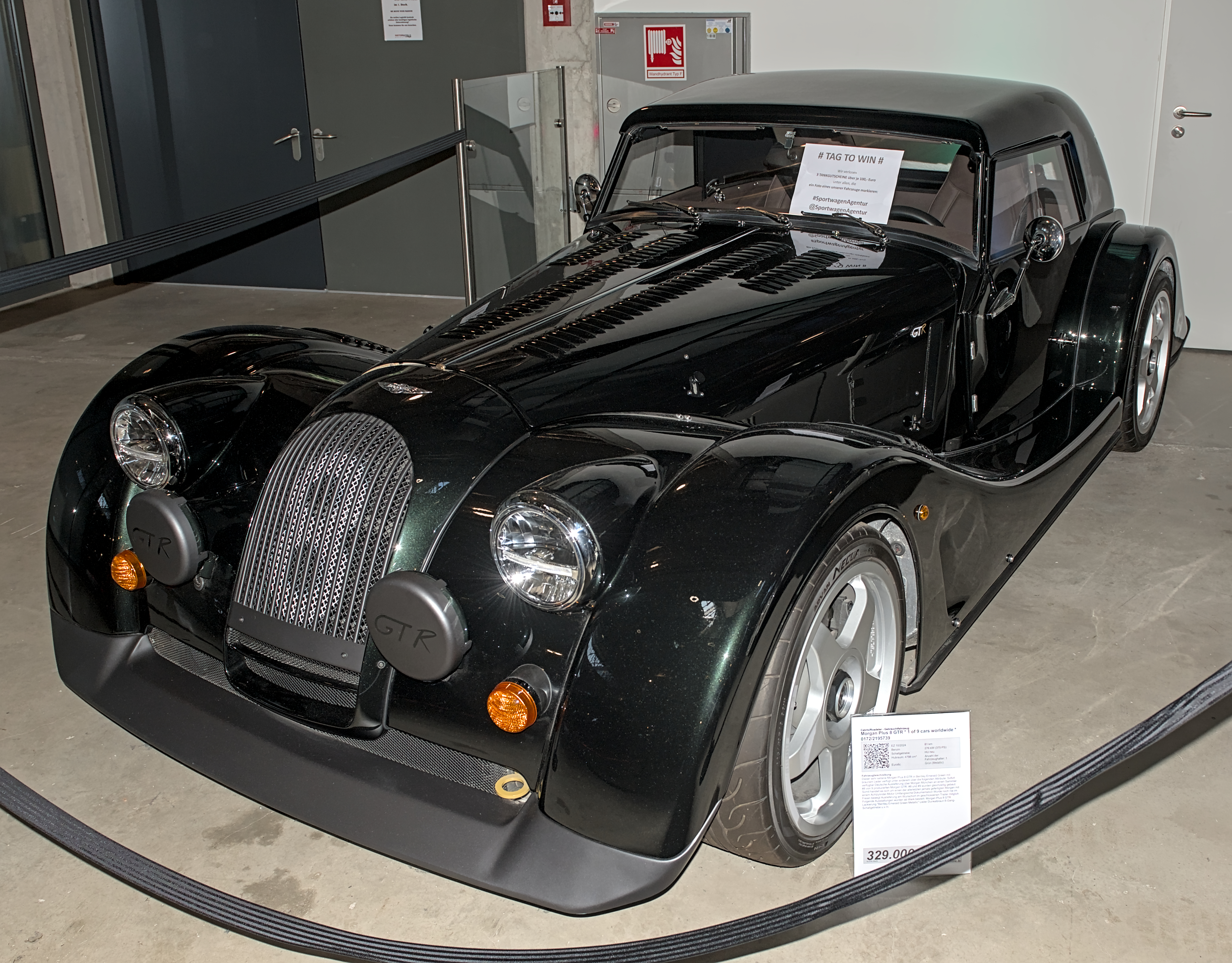
Morgan Plus 8 GTR

Dévoilée en 2021, la Plus 8 GTR est une version coupé de la Plus 8, inspirée du modèle de même nom des années 90 . Seuls 9 exemplaires ont été assemblées 